# Vojskujoča se stran
Vojskujoča se stran je posameznik, skupina, država ali drug subjekt, ki deluje sovražno, kot je vpletenost v boj. Izraz izhaja iz latinskega bellum gerere ("vojskovati se"). Uporaba takega pojma ne pomeni nujno, da je vojskujoča se država tudi agresor.
V času vojne lahko vojskujoče se države primerjamo z nevtralnimi državami in nevojskujočimi se državami. Vendar pa  uporaba vojnih zakonov za nevtralne države in odgovornosti vojskujočih se držav ne vpliva na razlikovanje med nevtralnimi državami, nevtralnimi silami ali nevojskujočimi se stranmi.

## Vojskujoča se stran
»Vojskujoča se stran« je izraz v mednarodnem pravu za označevanje statusa dveh ali več entitet, na splošno suverenih držav, ki sodelujejo v vojni. Vojne pogosto potekajo z eno ali obema stranema v spopadu, ki se sklicujeta na pravico do samoobrambe po 51. členu Ustanovne listine Združenih narodov (kot je to storilo Združeno kraljestvo leta 1982 pred začetkom Falklandske vojne) oz. pod okriljem resolucije Varnostnega sveta Združenih narodov (kot je Resolucija Varnostnega sveta Združenih narodov 678, ki je dala pravno pooblastilo za zalivsko vojno).
Vojno stanje lahko obstaja tudi med eno ali več suverenimi državami na eni strani in uporniškimi silami, če so uporniške sile prepoznane kot vojskujoče se sile. V primeru upora proti ustanovljeni oblasti (na primer oblasti, ki so jo priznali ZN) so sodelujoči v uporu prepoznani kot uporniki. Ob vzpostavitvi vojnega stanja med dvema entitetama so njuni odnosi določeni in urejeni z vojnimi zakoni.